# Suzuki MR Wagon
Pour les articles homonymes, voir Wagon (homonymie).
Le MR Wagon est une automobile fabriquée par le constructeur automobile japonais Suzuki pour le marché japonais, et aussi commercialisée par Nissan sous le nom de Moco dans le cadre d'un accord OEM. Le MR Wagon est fabriqué et commercialisé depuis 2001 et en est depuis début 2011 à sa troisième génération.
Le MR Wagon est lancé en Inde sous le nom de Maruti Zen Estilo en 2006 par Maruti Suzuki.

## Première génération (2001-2006)

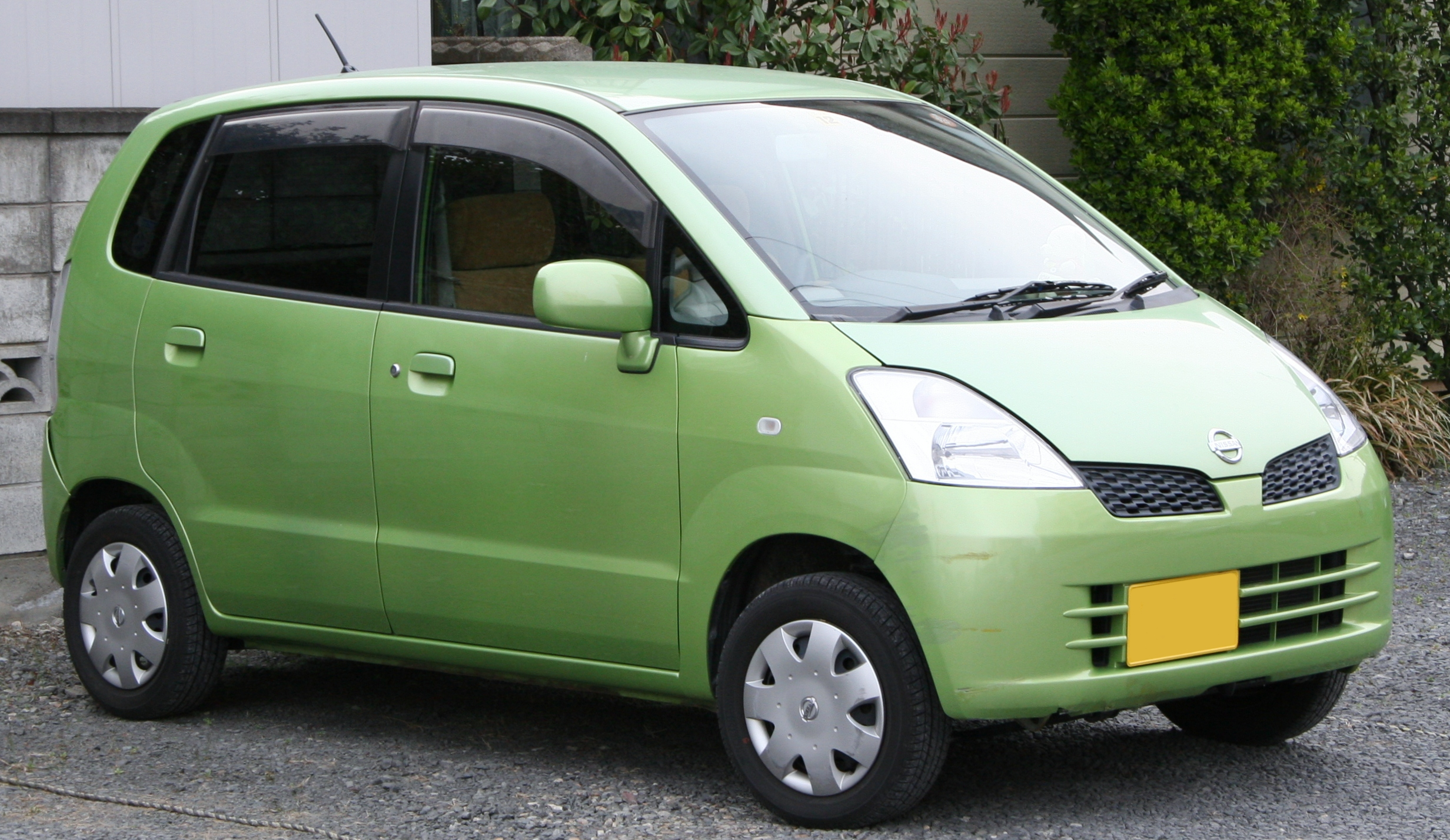
Nissan Moco, 1re génération.

Le modèle de première génération est en vente de 2001 à 2006, avec le moteur Suzuki K6A, en (40 kW / 54 ch) atmosphérique ou turbo (44 kW / 60 ch), soit en traction, soit en quatre roues motrices. Pour toutes les versions, la boîte était une automatique à 4 vitesses et les dimensions extérieures ainsi que la cylindrée du moteur permettaient au MR Wagon d'entrer dans la catégorie des keijidosha au Japon.
La version Nissan du MR Wagon, appelée Moco a été présentée comme au 35e Tokyo Motor Show en octobre 2001 est vendue à partir du 10 avril 2002. Les prestations sont les mêmes que pour la Suzuki et seule la calandre diffère. Les ventes de Nissan évoluaient autour de 3000 à 4000 unités par mois, davantage que pour le MR Wagon.
Cette première génération de MR Wagon est aussi sortie en Inde en 2006, sous le nom le Zen Estilo. Comme en Inde la catégorie keijidosha n'existe pas, la Suzuki prend ses aises et s'équipe de moteurs plus gros. D'abord un 4 cylindres 1,1 litre de 64 ch, puis un 3 cylindres 1 litre 68 ch à partir de 2010 à l'occasion d'un restylage qui a porté sa longueur hors tout de la Zen Estilo à 3,60 m.

## Seconde génération (2006-2010)

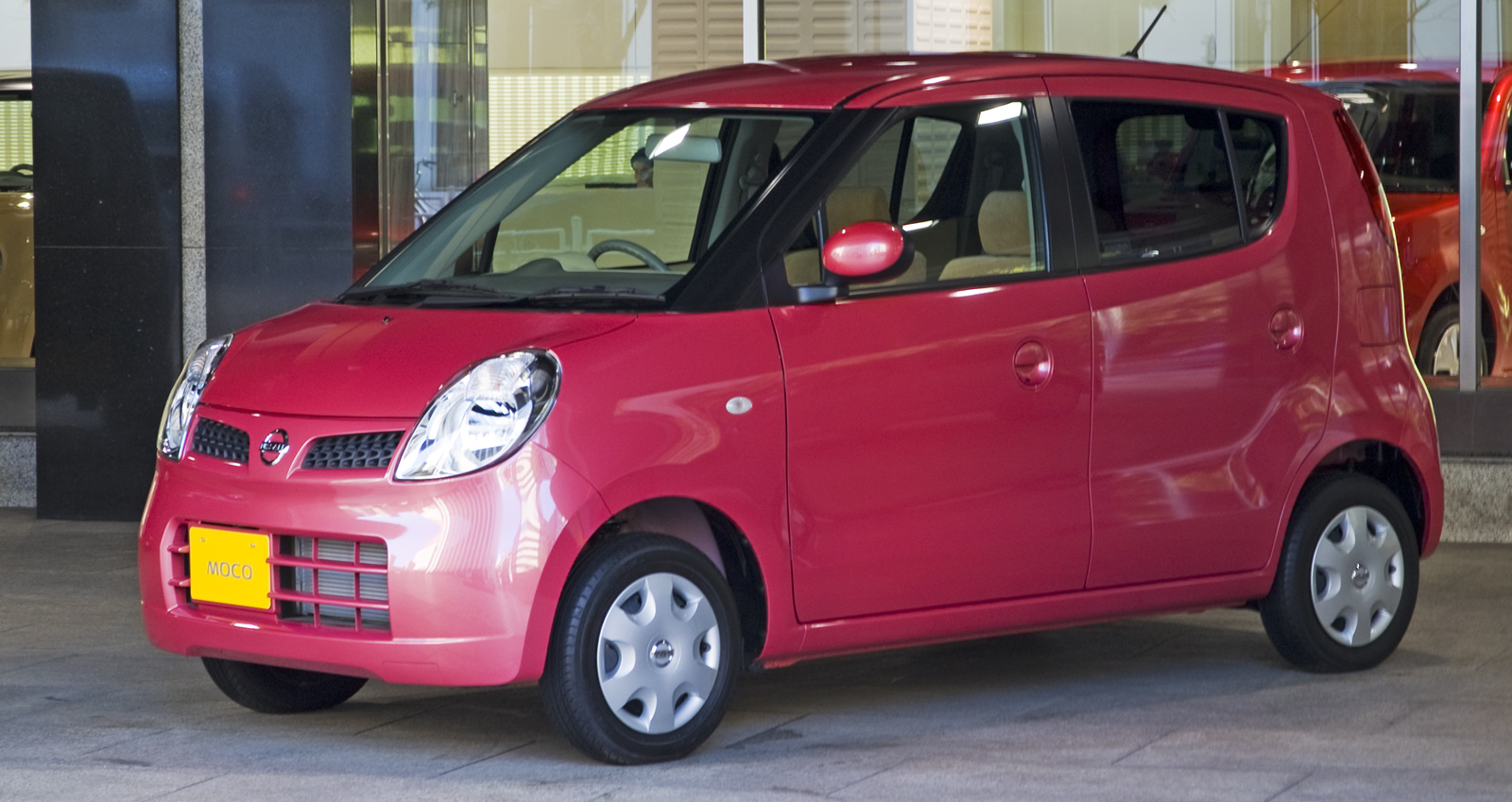
Nissan Moco, 2nde génération.

La deuxième génération de MR Wagon a été annoncée lors du 39e Salon de l'automobile de Tokyo en octobre 2005 par le concept "Mom's Personal Wagon". Celui-ci disposait de nombreuses fonctionnalités destinées à être utiles pour la conduite d'une mère et de ses enfants avec notamment, côté passager, une porte arrière antagoniste avec un montant central supprimé. Particularité qui ne sera ensuite pas conservée sur la version de série, lancée le 20 janvier 2006.
Malgré une carrosserie totalement redessinée, les dimensions restent celles de la première MR Wagon puisqu'elles respectent les cotes exigées au Japon pour appartenir à la catégorie des keijidosha.
Chez Nissan, la Moco deuxième génération est lancée dès le 1er février 2006. Elle reste similaire à la Suzuki, à la calandre près. La Nissan se vendra jusqu'à 4 fois mieux que la Suzuki.

## Troisième génération (2011-2016)
La troisième génération de MR Wagon est sortie au Japon en janvier 2011. À partir du 15 février 2011, elle est à nouveau rebadgée Moco chez Nissan.